# Emil Leeb
Emil Leeb (Passavia, 17 giugno 1881 – Monaco di Baviera, 8 settembre 1969) è stato un generale tedesco della Wehrmacht durante la seconda guerra mondiale.

## Biografia

### La prima guerra mondiale
Leeb entrò nell'esercito imperiale tedesco dal 7 luglio 1901. Frequentò la scuola militare di Monaco di Baviera, specializzandosi in artiglieria, e quindi la Bayerische Kriegsakademie. Prima e durante la prima guerra mondiale, Leeb prestò servizio come aiutante e venne quindi nominato ufficiale dello staff generale. Leeb venne promosso capitano il 1º giugno 1915. Nel giugno del 1917, venne trasferito allo stato maggiore del XV corpo di riserva bavarese in una divisione di fanteria. Prese parte a diversi scontri in Lorena, Francia settentrionale, Galizia, Carpazi, Fiandre e in Germania durante il ritiro. Suo fratello maggiore, Wilhelm von Leeb, prese parte anch'egli ai medesimi scontri e, a differenza del fratello, ottenne maggiori riconoscimenti di valore che gli valsero l'assunzione del titolo nobiliare personale di cavaliere (da cui il "von" del cognome, assente per Emil Leeb).

### Il periodo tra le due guerre
Assunto nel Reichswehr dopo la fine della guerra nel novembre del 1918, durante il 1919 Leeb prestò servizio come ufficiale dello staff del IV reggimento d'artiglieria bavarese, prima di essere impiegato al ministero della guerra tedesco (1º ottobre 1919 – 1º ottobre 1921), poi in un reggimento d'artiglieria (1º ottobre 1921 – 1º ottobre 1924), e infine nell'accademia di guerra di Monaco (1º ottobre 1924 - 1º ottobre 1928). Promosso maggiore il 1º febbraio 1925, tra il 1929 e il 1933, Leeb prestò servizio come comandante di uno squadrone di trasporti di stanza a Landsberg. Divenne ufficiale di supporto presso il ministero della guerra (1º aprile 1933 - 1º aprile 1936) e venne promosso al rango di maggiore generale dal 1º luglio 1935, ottenendo in seguito il comando della 15ª divisione di fanteria (1º aprile 1936 – 1º aprile 1939) di stanza a Francoforte sul Meno. Dopo la promozione a tenente generale all'inizio del 1937, divenne comandante generale dell'XI Armee Korps (1º aprile 1939 – 16 aprile 1940) a Hannover, dove divenne responsabile anche delle nuove reclute e della loro istruzione. Durante questo periodo venne promosso generale d'artiglieria (1º aprile 1939) e divenne comandante dell'XI distretto militare (1º aprile 1939 – 31 agosto 1939).

### La seconda guerra mondiale
Leeb prese parte alla campagna per l'invasione della Polonia e col suo XI corpo d'armata attaccò Varsavia. Egli inizialmente fece riferimento a Walter von Reichenau del X corpo d'armata, ma successivamente si diresse verso Łódź. Successivamente, le sue unità vennero trasferite con l'VIII corpo d'armata di Johannes Blaskowitz ad attaccare la regione centro-occidentale della Polonia, per poi tornare a Varsavia. Il 15 aprile 1940, Leeb divenne capo del Waffenamt (deposito munizioni dell'esercito) al ministero della guerra di Berlino (15 aprile 1940 – 1º gennaio 1945). Il suo predecessore in tale compito, Karl Becker, si era suicidato in quanto era stato accusato di non essere stato in grado di svolgere correttamente il proprio lavoro, mandando alla deriva intere armate per la mancanza di munizioni sul campo. Durante questo periodo, Leeb prestò servizio anche come consigliere nel campo della progettazione delle armi, reparto gestito direttamente da Hermann Göring a Berlino (17 gennaio 1941 – 29 dicembre 1942), e quindi fu consigliere del servizio armamenti (dicembre 1942 - 1º maggio 1945). Sul finire del 1944, l'armata di Leeb divenne parte di quella diretta da Heinrich Himmler. Leeb si ritirò dal servizio attivo dal 1º maggio 1945.